# Fockenhausen
Fockenhausen ist eine Ortschaft in Hückeswagen im Oberbergischen Kreis im Regierungsbezirk Köln in Nordrhein-Westfalen (Deutschland).

## Lage und Beschreibung
Fockenhausen liegt im nordöstlichen Hückeswagen nahe Radevormwald. Nachbarorte sind Marke, Niederdahlhausen, Herweg, Heinhausen, Pleuse, Oberbeck und Scheuer.
Die Ortschaft ist über eine Zufahrtsstraße erreichbar, die zwischen Herweg und Marke von Bundesstraße 483 (B483) abzweigt und auch Pleuse anbinden. Zwischen Pleuse und Fockenhausen entspringt der Fockenhäuser Bach, ein Zufluss des Scheuerbachs.

## Geschichte
1407 wurde der Ort das erste Mal urkundlich erwähnt und zwar „Henking Vocke erscheint in einer Urkunde über den Verzicht des Stael v. Holstein auf das bergische Erbdrosten- und Erbhofmeisteramt“. Schreibweise der Erstnennung: (Henking) Vocke. Die Karte Topographia Ducatus Montani aus dem Jahre 1715 zeigt den Hof als Fockenhusen. Im 18. Jahrhundert gehörte der Ort zum bergischen Amt Bornefeld-Hückeswagen.
1815/16 lebten 14 Einwohner im Ort. 1832 gehörte Fockenhausen der Herdingsfelder Honschaft an, die ein Teil der Hückeswagener Außenbürgerschaft innerhalb der Bürgermeisterei Hückeswagen war. Der laut der Statistik und Topographie des Regierungsbezirks Düsseldorf als Weiler kategorisierte Ort besaß zu dieser Zeit zwei Wohnhäuser und zwei landwirtschaftliche Gebäude. Zu dieser Zeit lebten 13 Einwohner im Ort, allesamt evangelischen Glaubens.
Im Gemeindelexikon für die Provinz Rheinland werden 1885 sechs Wohnhäuser mit 18 Einwohnern angegeben. Der Ort gehörte zu dieser Zeit zur Landgemeinde Neuhückeswagen innerhalb des Kreises Lennep. 1895 besitzt der Ort vier Wohnhäuser mit 22 Einwohnern, 1905 drei Wohnhäuser und 14 Einwohner.